# Ouachitaia
Ouachitaia is een geslacht van uitgestorven kreeftachtigen uit de klasse van de Ostracoda (mosselkreeftjes).

## Soorten
- Ouachitaia broussardi (Howe & Chambers, 1935) Howe, 1971 †
- Ouachitaia gosportensis (Stephenson, 1942) Howe, 1971 †
- Ouachitaia guiersensis Carbonnel, 1989 †
- Ouachitaia pyeatti (Howe & Chambers, 1935) Howe, 1971 †
- Ouachitaia ruida (Alexander, 1934) Howe, 1971 †
- Ouachitaia sagittaria (Howe, 1951) Howe, 1971 †
- Ouachitaia semireticulata (Stephenson, 1942) Howe, 1971 †